# Накидка для тварин

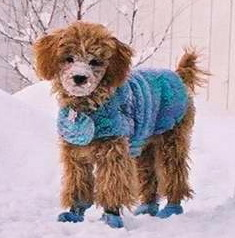
Пудель в накидці. Собачі пінетки запобігають утворенню крижаних кульок між пальцями ніг.

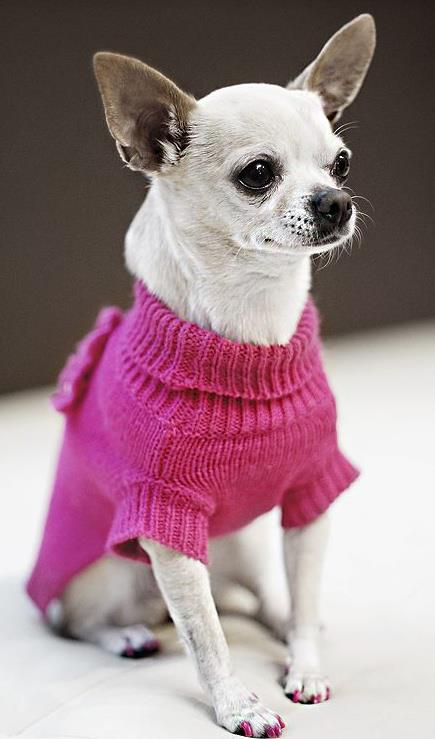
Чихуахуа у рожевому пуловері

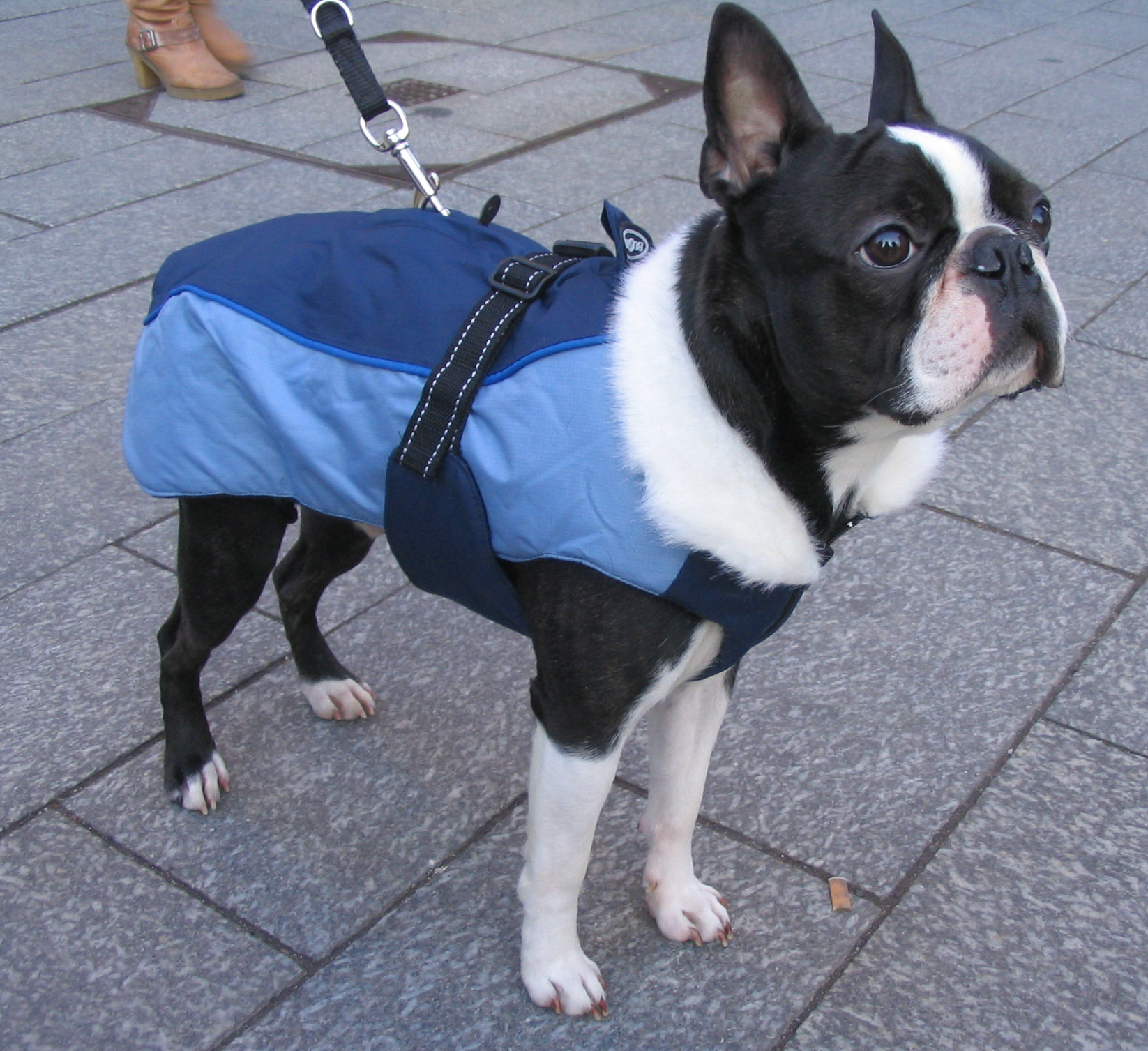
Пес у накидці

Накидка - це одяг, зроблений людьми для захисту своїх домашніх тварин від стихії, як, наприклад, попона. 
Накидки також використовуються для захисту шерсті виставкових тварин, особливо якщо оцінюється шерсть чи фліс. Маленькі собаки і собаки з короткою шерстю часто потребують захисту від екстремальної погоди.   

## Попони для коней

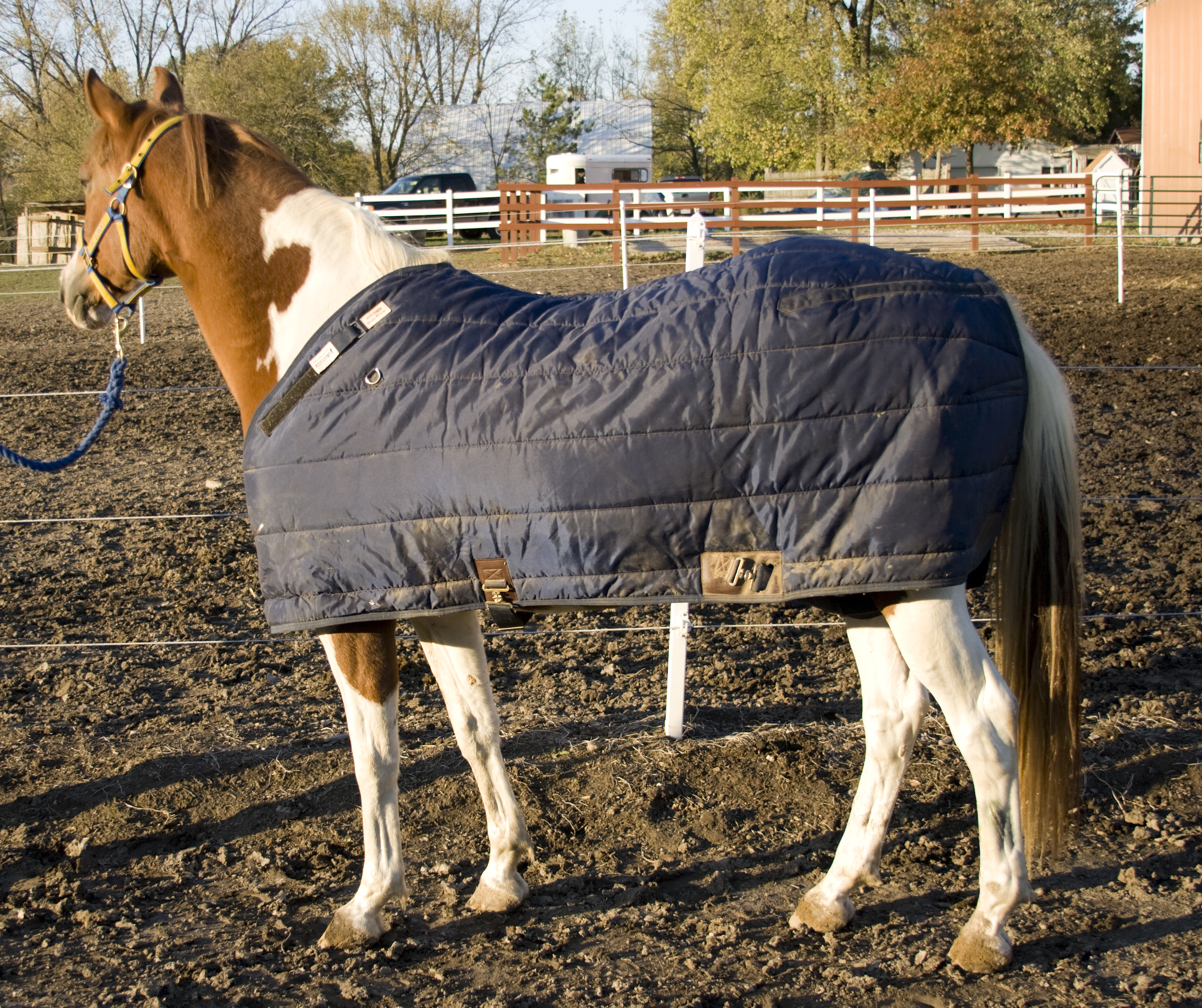
Попона для коня.

Кінські попони використовуються з багатьох причин. Вони можуть бути водонепроникними, щоб зберегти коня сухим у мокру погоду. Вони також використовуються як засіб забезпечення додаткового тепла, особливо для стрижених коней, а також як захист від комах влітку. Вони допомагають підтримувати коня в чистоті. 

## Накидки для собак
Накидки для собак також використовуються функціонально. Однак їх можна також використовувати як модні аксесуари. Такі накидки надягаються в приміщенні, а не у відповідь на негоду, і часто лише для виставок. 